# Kent Steffes
Kent Steffes, né le 23 juin 1968 à Pacific Palisades (Californie), est un joueur de beach-volley américain.

## Palmarès
- Jeux olympiques
  -  Médaille d'or en 1996 à Atlanta avec Karch Kiraly

- Championnats du monde
  -  Médaille de bronze en 1997 à Los Angeles avec Dain Blanton